# Peter Bratt
Peter Bratt, né le 14 novembre 1962 à San Francisco (Californie), est un réalisateur, scénariste et producteur américain.

## Filmographie

### Réalisateur
- 1996 : Follow Me Home (en)
- 2009 : La Mission
- 2017 : Dolores (en)

### Scénariste
- 1996 : Follow Me Home (en)
- 2009 : La Mission
- 2010 : Good Boy
- 2010 : The TV

### Producteur
- 1996 : Follow Me Home (en)
- 2009 : La Mission